# Elaeagnus × submacrophylla
Elaeagnus × submacrophylla, раніше відома як Elaeagnus × ebbingei, є гібридом між Elaeagnus macrophylla та Elaeagnus pungens. Кілька сортів, у тому числі «Gilt Edge», вирощують у садах як декоративні рослини. Гібрид «Gilt Edge» отримали нагороду Королівського садівничого товариства «За заслуги в саду» .  

## Опис
Elaeagnus × submacrophylla — це вічнозелений чагарник, який досягає висоти приблизно 4 м . Верхня частина листя темно-зелена, іноді з металевим відтінком, нижні поверхня сріблясто-луската. Маленькі запашні трубчасті білі квітки з’являються восени. 

## Таксономія
Вперше цей гібрид був описаний у 1929 році Саймоном Доренбосом,  коли він був директором Департаменту парків у Гааз.

## Світлини

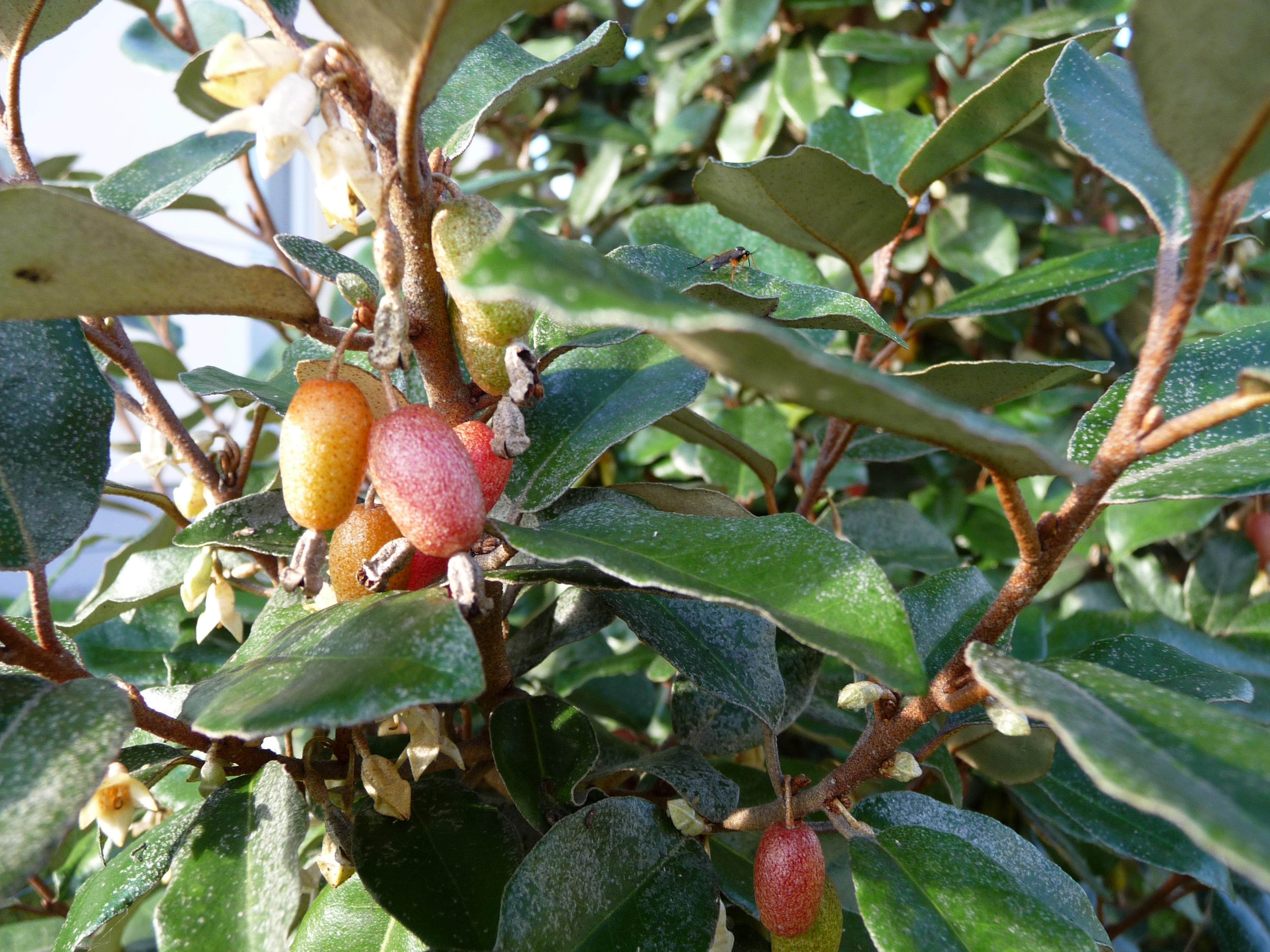
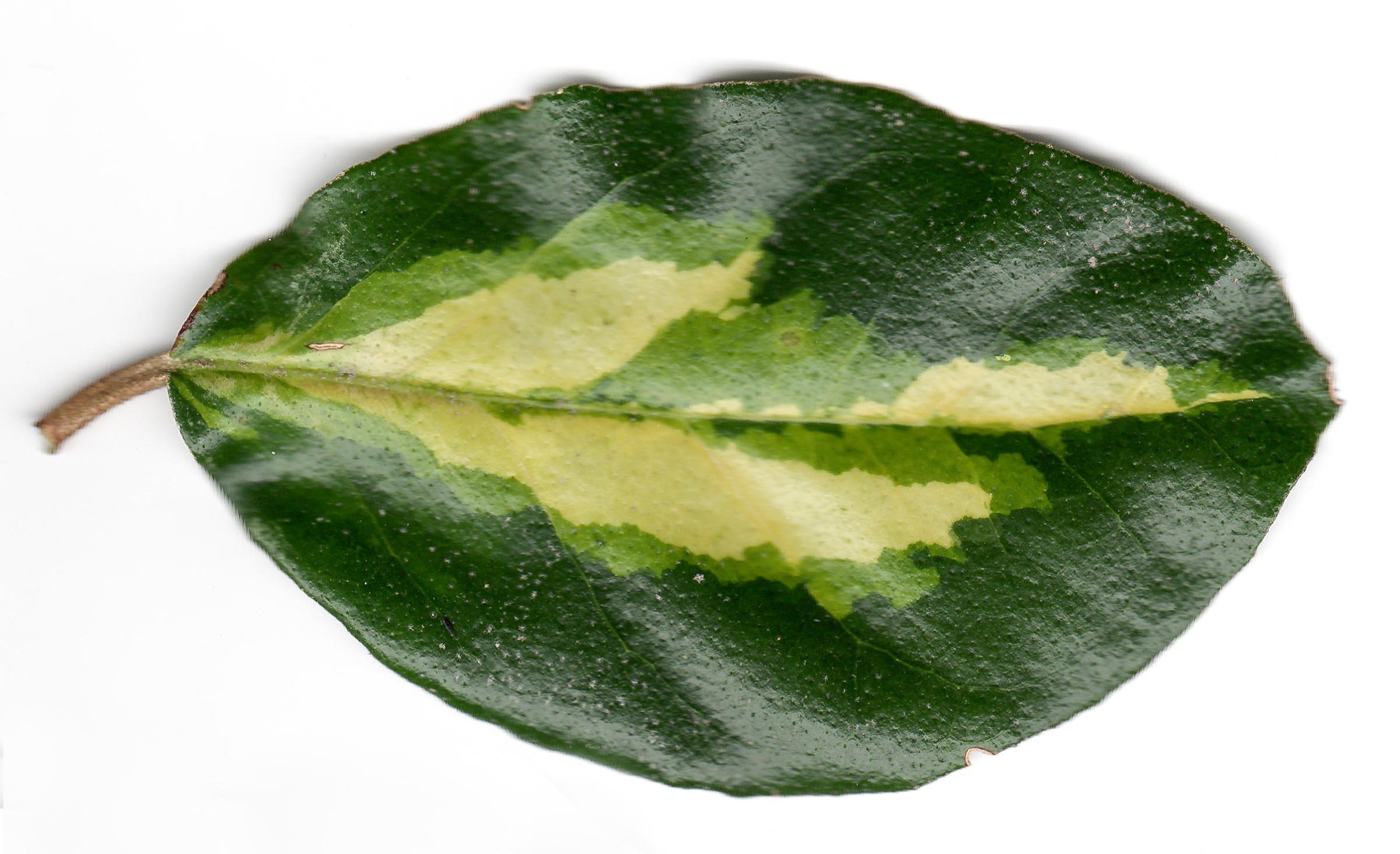
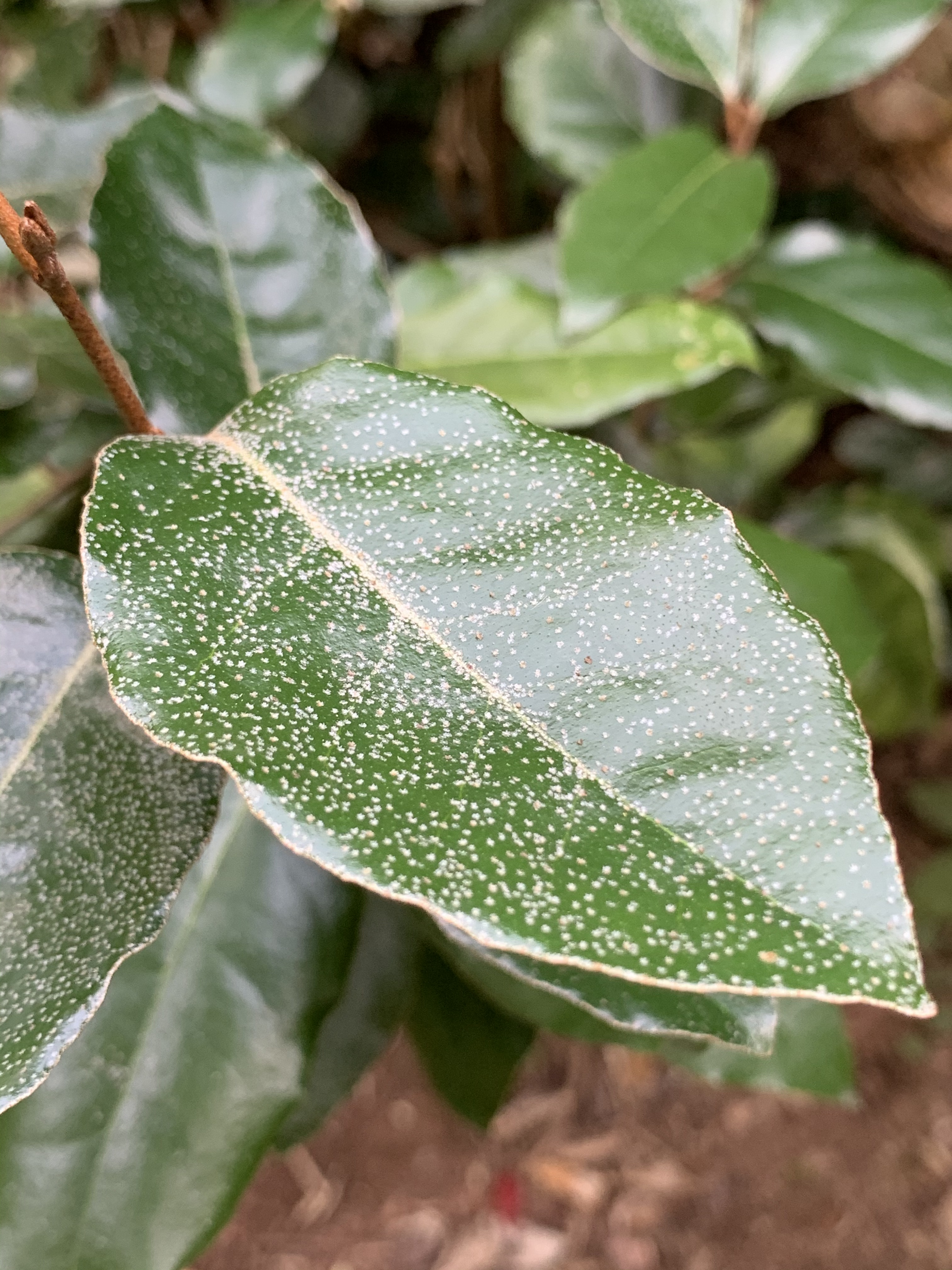
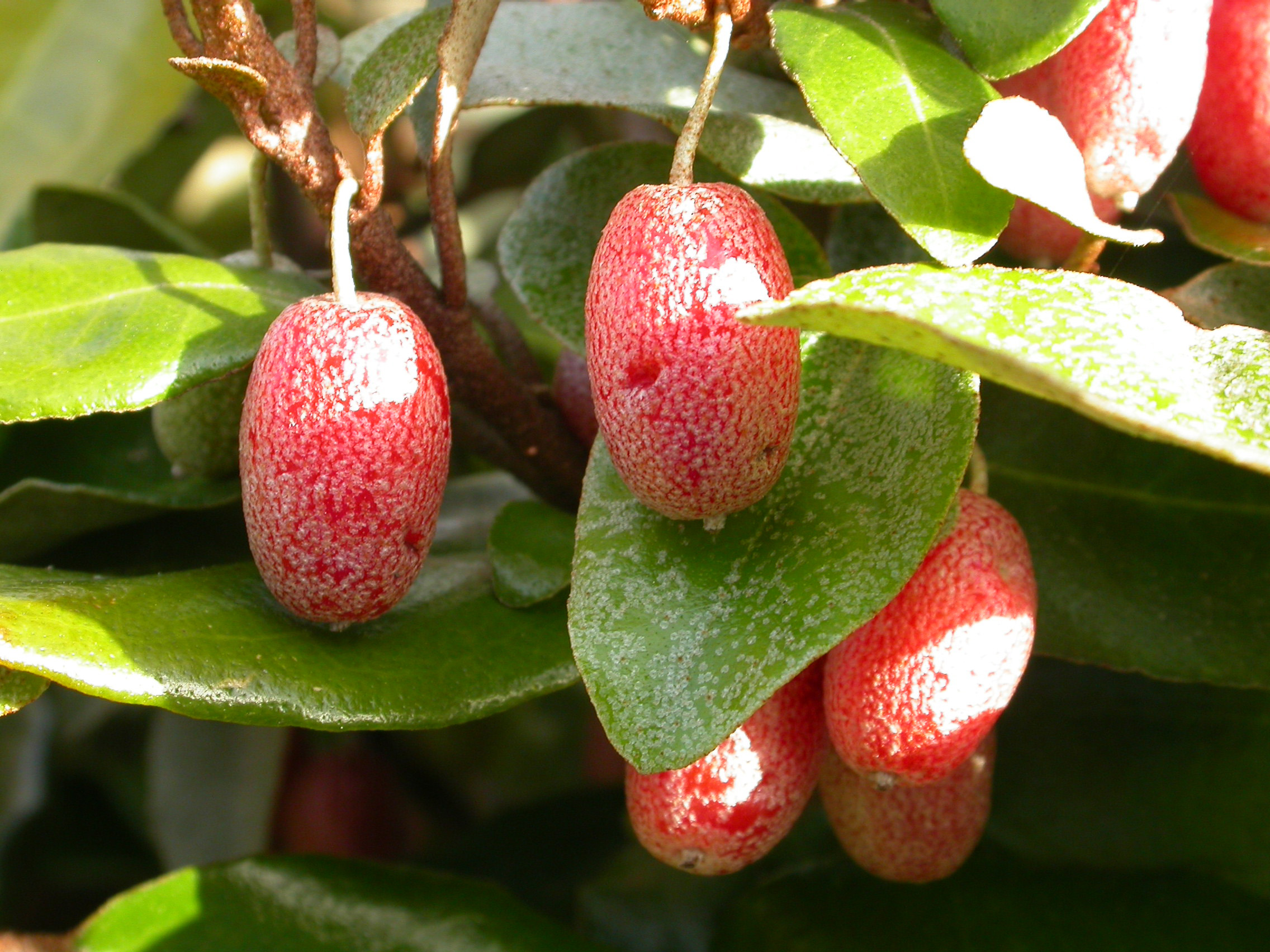
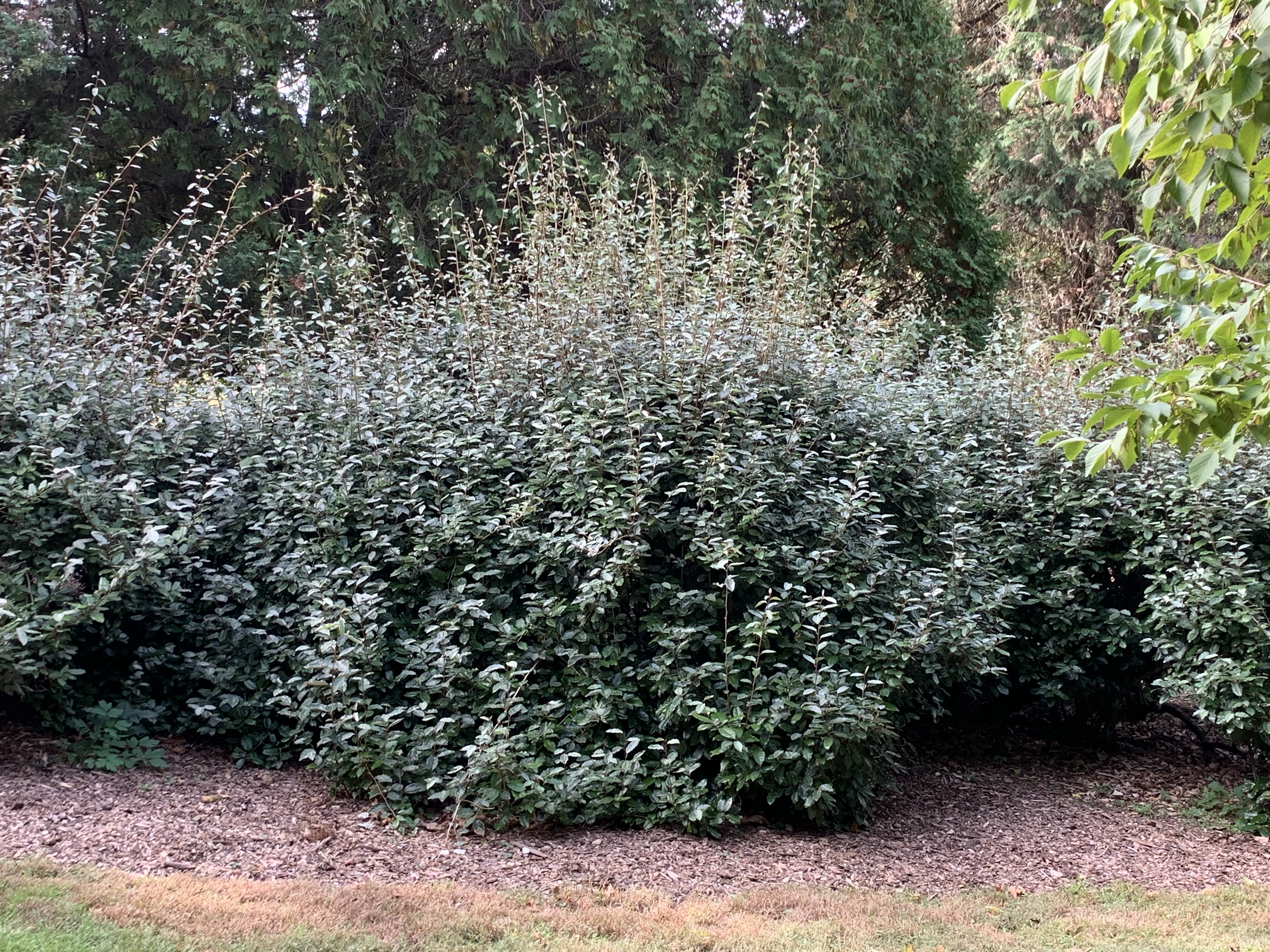

## Сорти
Сорти включають: 
- 'Albert Doorenbos' – великі зелені листки
- 'Compacta' – карликова рослина
- 'Costal Gold' – широкі листя, блідо-жовті в центрі в зрілому віці
- 'Gilt Edge' AGM – листя з темно-зеленим центром, золотисто-жовті поля
- «Limelight» – листя з жовтими та блідо-зеленими центральними ділянками у зрілому віці
- «The Hague» – дрібне зелене листя